# Mandaqui
Mandaqui é um distrito situado na zona norte do município de São Paulo. O seu dia oficial é 6 de outubro, juntamente com o bairro homônimo. Abriga parte da Serra da Cantareira e o Parque da Cantareira, uma das maiores florestas urbanas nativas do mundo.
Os bairros do distrito de Mandaqui, são: Vila Santo Antônio; Jardim Pícolo; Conjunto Residencial Santa Terezinha; Parque Mandaqui; Chácara do Encosto; Vila Vitória Mazzei; Vila Aurora; Jardim Paraíso; Jardim Vieira de Carvalho; Jardim Ormendina; Jardim Sônia; Jardim Santa Inês; Conjunto Residencial Santo Antônio; Jardim Carlu; Vila Amélia; Vila Romero; Jardim Malba; Jardim Maninos; Vila Basiléa; Lauzane Paulista; Jardim Emília; Vila Santos; Jardim Flamingo; Parque Cantareira; Pedra Branca; Jardim Itatinga; Boa parte do extremo norte do distrito é ocupado pela Serra da Cantareira, além do Parque Estadual Albert Löefgren - Horto Florestal.

## História
Na língua tupi, o termo Mandihy significa rio dos mandis, ou dos bagres. Com o passar do tempo, as pessoas passaram a se referir à área como a terra do Mandaqui.

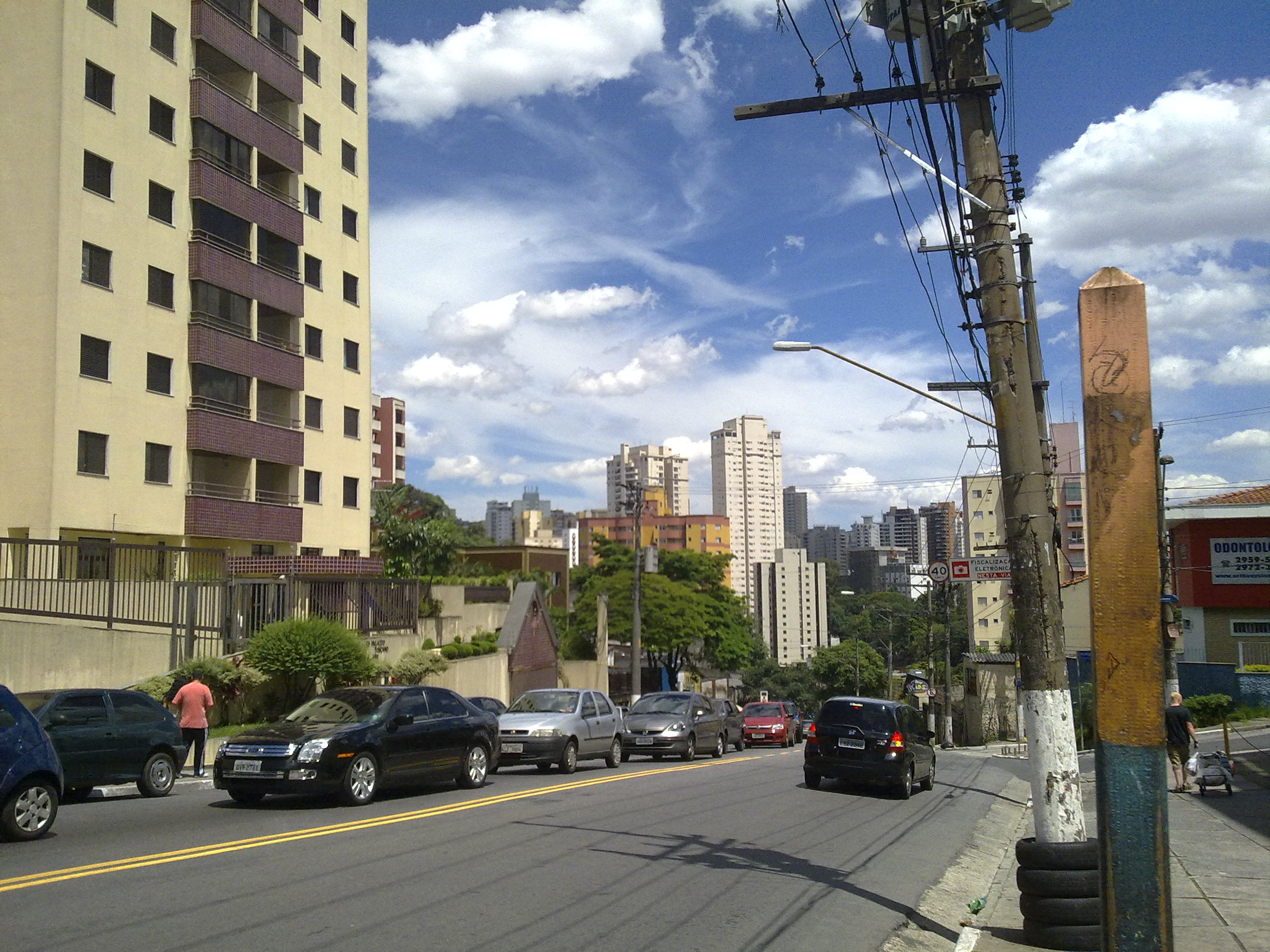
Mandaqui e ao fundo o Alto de Santana.

A primeira referência a Mandaqui é datada no ano de 1616, pois a Câmara da então Vila de São Paulo de Piratininga deu permissão ao bandeirante Amador Bueno da Ribeira para a construção de um moinho de trigo ao lado do Ribeirão Mandaqui. Depois da edificação do equipamento hidráulico na área Josaphat Batista Soares, um dos mais antigos moradores do bairro, instalou uma fazenda Pilão de Água.
O distrito tornou-se um reduto de imigrantes europeus, que se instalaram em chácaras na área, próximas à Serra da Cantareira e Horto Florestal. A família Zumkeller, suiços de origem alemã, se instalou ao lado do atual Conjunto dos Bancários. Plantavam videiras, produziam vinho e criaram gado leiteiro. Em 1928 Alfredo Zumkeller, o patriarca da família, dividiu suas propriedades com os filhos, que começaram a loteá-las. O senhor Zumkeller foi homenageado com uma das vias do distrito.
No século XIX o distrito abrigou uma das paradas do histórico Trenzinho da Cantareira. A antiga estação localizava-se na Rua Prof. Valério Giuli, esquina com a Rua Voluntários da Pátria. No local atualmente existe uma residência. A partir dos anos 1960 o distrito começou a ser verticalizado.

## Demografia
Evolução demográfica do distrito do distrito do Mandaqui

## Características

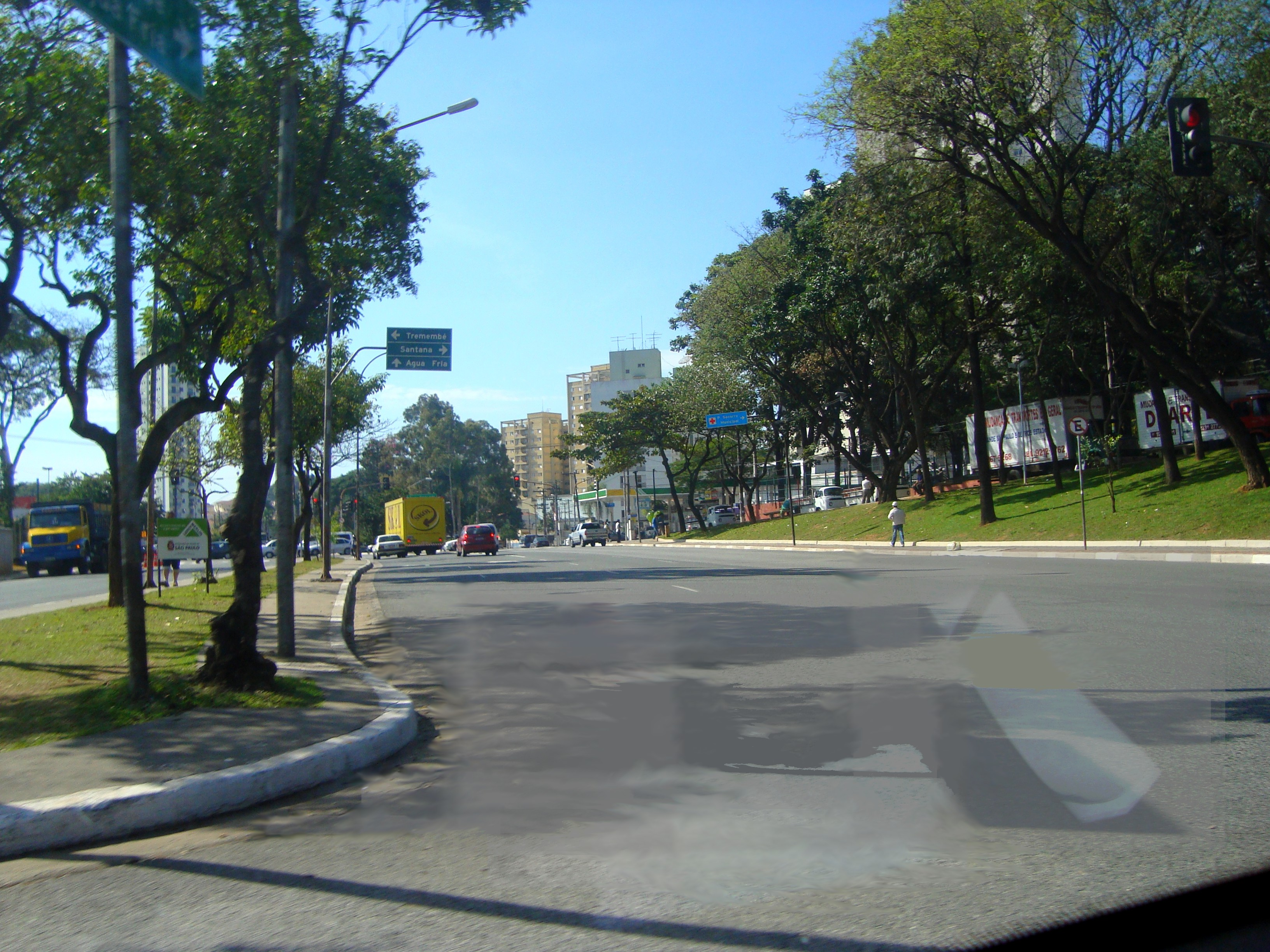
Avenida Engenheiro Caetano Álvares.

Tem como principais vias de acesso que cortam o distrito a Avenida Engenheiro Caetano Álvares e a Rua Conselheiro Moreira de Barros. Encontra-se também no distrito a Avenida Santa Inês e o trecho final da Rua Voluntários da Pátria.

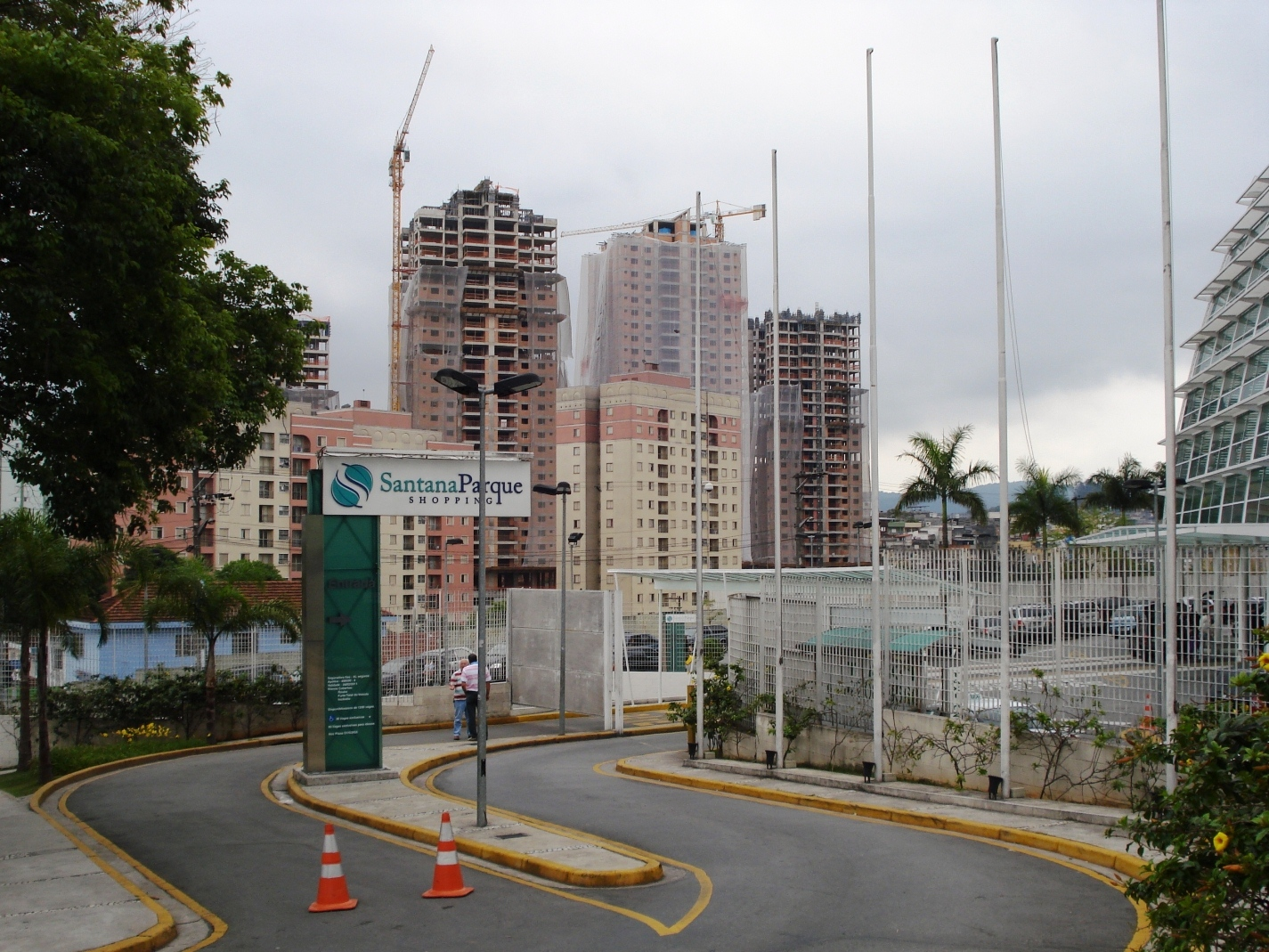
Lauzane Paulista, bairro em mudança de perfil socioeconômico.

O Mandaqui é uma região de classe média, com pequenos focos de pobreza, tendo 427 moradores de favelas (Fonte: IBGE 1996-2000). Um dos bairros do distrito é Lauzane Paulista, que após o estabelecimento do Santana Parque Shopping em 2007, se valorizou com a edificação de empreendimentos imobiliários de médio padrão. Porém há uma jogada de marketing por trás destes lançamentos: estes são anunciados como se fossem localizados em Santana ou no Alto de Santana, regiões mais valorizadas.
O distrito possui algumas opções de lazer, como diversos bares na Avenida Engenheiro Caetano Álvares e um shopping center localizado no bairro Lauzane Paulista, o Santana Parque Shopping. No Mandaqui encontra-se também parte do Horto Florestal, enquanto a outra parte pertence ao distrito de Tremembé. No extremo norte do distrito encontra-se a Serra da Cantareira e a divisa com o município de Mairiporã. O acesso ao alto da serra e ao município vizinho pode ser feito pela Estrada Santa Inês (continuação da Avenida Santa Inês).
Na divisa do distrito vizinho de Santana com o distrito do Mandaqui encontra-se o Conjunto Hospitalar do Mandaqui.

## Distritos e municípios limítrofes
- Mairiporã (Norte)
- Tremembé (Nordeste)
- Tucuruvi (Leste)
- Santana (Sul)
- Casa Verde (Sudoeste)
- Cachoeirinha (Oeste)